# André Garcia
André Luiz Garcia de Andrade (Porto Alegre, 4 de janeiro de 1981) é um velocista paralímpico brasileiro.
Conquistou a medalha de ouro nos Jogos Paralímpicos de Verão de 2004 em Atenas, representando seu país na classe 200 metros rasos T13.